# Lyø Sogn
Lyø Sogn ist eine Kirchspielsgemeinde (dän.: Sogn)
auf der Insel Lyø südlich von Fyn (dt.: Fünen) im südlichen Dänemark.
Bis 1970 gehörte sie zur Harde Sallinge Herred im damaligen Svendborg Amt, danach zur Faaborg Kommune im
Fyns Amt, die im Zuge der  Kommunalreform zum 1. Januar 2007 in der
Faaborg-Midtfyn Kommune in der Region Syddanmark aufgegangen ist.
Im Kirchspiel leben 81 Einwohner (Stand: 1. Januar 2023).

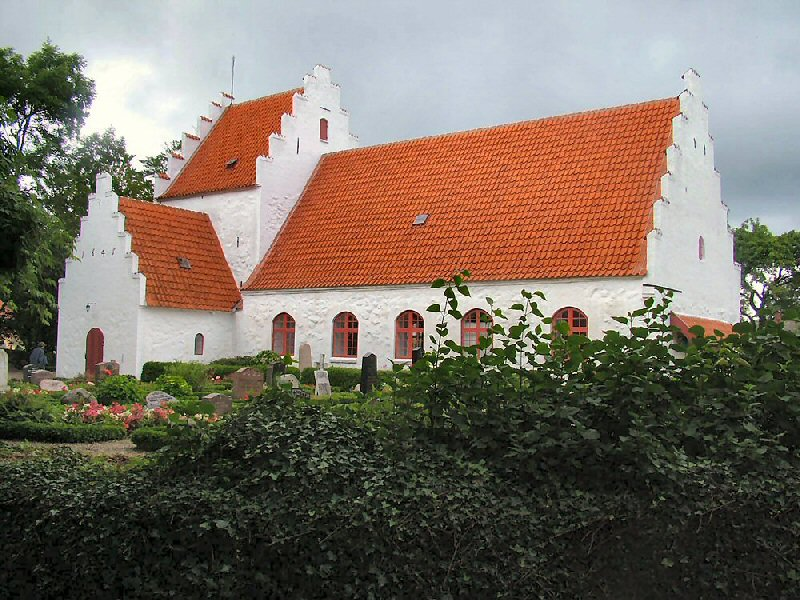
Lyø Kirke

Im Kirchspiel liegt die Kirche „Lyø Kirke“.